# EC Jacuipense
Der Esporte Clube Jacuipense, in der Regel nur kurz Jacuipense genannt, ist ein Fußballverein aus Riachão do Jacuípe im brasilianischen Bundesstaat Bahia.
Aktuell spielt der Verein in der vierten brasilianischen Liga (Série D), und in der ersten Liga der Staatsmeisterschaft Bahias (Campeonato Baiano).

## Erfolge
- Staatsmeisterschaft von Bahia: 2023 (2. Platz)

## Stadion

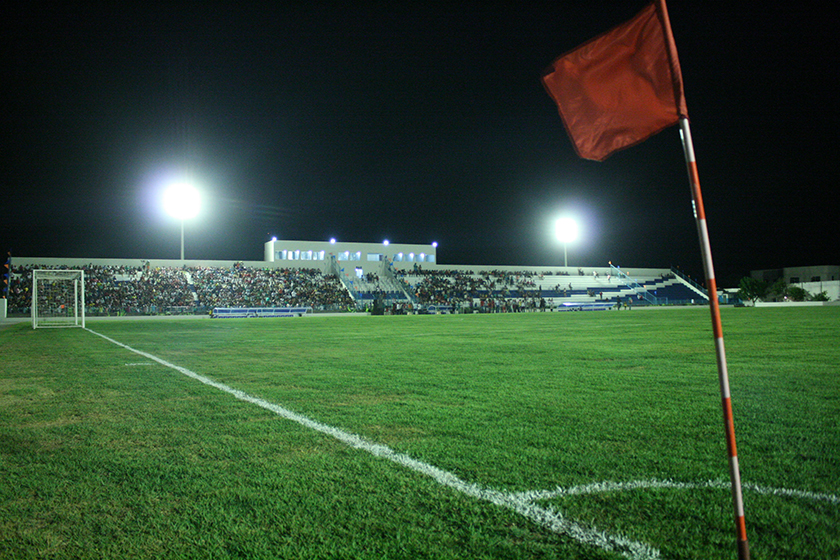
Estádio Eliel Martins

Der Verein trägt seine Heimspiele im Estádio Eliel Martins, auch "Arena Valfredão" genannt, aus. Das Stadion hat ein Fassungsvermögen von 5000 Personen.

## Trainerchronik
Stand: 20. September 2023
| Trainer         | Nation    | von               | bis               |
| --------------- | --------- | ----------------- | ----------------- |
| Emerson Pereira | Brasilien | 18. August 2013   | 31. März 2014     |
| Jonilson Veloso | Brasilien | 30. Juli 2018     | 1. August 2021    |
| Luizinho Lopes  | Brasilien | 5. August 2021    | 23. August 2021   |
| Fabio Guimaraes | Brasilien | 23. August 2021   | 26. August 2021   |
| Jonilson Veloso | Brasilien | 26. August 2021   | 31. August 2021   |
| Rodrigo Chagas  | Brasilien | 25. November 2021 | 10. November 2022 |
| Jonilson Veloso | Brasilien | 17. November 2022 | heute             |